# Tarquinia
Tarquinia ist eine italienische Stadt mit 15.953 Einwohnern (Stand 31. Dezember 2023) in der Provinz Viterbo in der Region Latium. Sie ist vor allem für ihre etruskischen Ausgrabungsstätten bekannt, die seit 2004 zum UNESCO-Welterbe gehören.

## Geographie
Tarquinia liegt 87 km nordwestlich von Rom, 48 km südwestlich von Viterbo und 90 km südöstlich von Grosseto.
Die Altstadt von Tarquinia liegt auf einem Hügel über der Küstenebene der Maremma Laziale, fünf Kilometer vom Tyrrhenischen Meer entfernt. Die modernen Wohngebiete erstrecken sich am Fuß des Altstadthügels bis zur Via Aurelia. Die Stadtteile Lido di Tarquinia und Riva dei Tarquini sind beliebte Badeorte an der Küste. Die Stadtteile Lombardi, Marina Velca und Sant’Agostino liegen ebenfalls in der Küstenebene. Das Hinterland ist eine wellige, dünn besiedelte Hügellandschaft mit wenigen einzeln stehenden Gehöften.
Die ehemaligen Salinen beim Stadtteil Lombardi wurden 2000 zum Naturreservat erklärt. Im Gemeindegebiet mündet der Fluss Marta ins Meer. Die Gemeinde liegt in der Erdbebenzone 3 (wenig gefährdet). Die Nachbargemeinden sind Allumiere (RM), Civitavecchia (RM), Montalto di Castro, Monte Romano, Tolfa (RM) und Tuscania.

### Verkehr
Tarquinia liegt an der Staatsstraße strada statale SS 1 Via Aurelia , die entlang der Küste von Rom bis an die französische Grenze bei Ventimiglia führt. Es ist mit der Provinzhauptstadt Viterbo durch die strada statale SS 1 bis verbunden. An der nördlichen Stadtgrenze endet die Autobahn A12 Autostrada Azzurra, die von Rom kommt, kurz hinter der Mautstation Tarquinia. Der Weiterbau der Autobahn nach Norden ist geplant. Außerdem hat Tarquinia einen Bahnhof an der Bahnstrecke Pisa–Rom, der an der Straße nach Lido di Tarquinia in vier Kilometern Entfernung zum Stadtzentrum liegt.

## Geschichte
Tarquinia war eine der wichtigsten etruskischen Städte. Im Mittelalter wurde sie Stadtrepublik. Im 14. Jahrhundert verlor sie ihre Unabhängigkeit und gehörte seitdem zum Herrschaftsgebiet des Papstes. Tarquinia ist der Herkunftsort des der Sage nach ersten etruskischen Königs von Rom, Lucius Tarquinius Priscus. Die Stadt soll von Tarchon gegründet worden sein.

### Ortsnamen
Der Name des Ortes änderte sich im Verlauf der Jahrhunderte mehrmals. Sein etruskischer Name war Tarchuna oder Tarchna, der spätere lateinische Tarquinii. Ab dem Mittelalter hieß es Corneto. Der Name geht vermutlich auf die Kornelkirsche zurück, die in der Gegend von Tarquinia häufig wächst. 1872 wurde die Stadt in Erinnerung an die Antike in Corneto Tarquinia umbenannt und heißt seit 1922 nur noch Tarquinia.

### Tarchuna

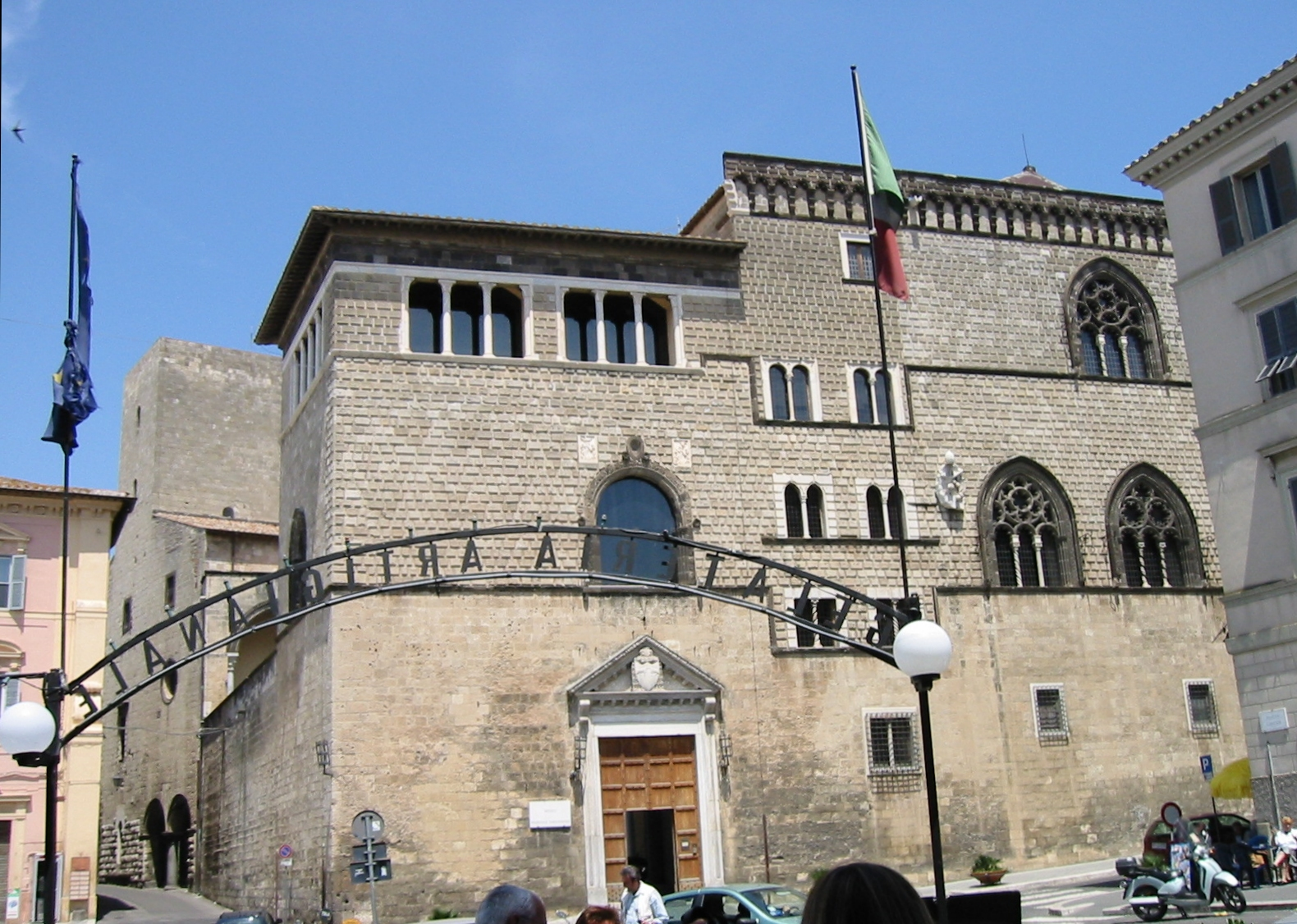
Tarquinia, Museo Nazionale Tarquinese

Nordöstlich des heutigen Tarquinia und früheren Corneto, auf dem Hügel La Cività lag die etruskische Stadt Tarchuna, die eines der wichtigsten Mitglieder des Zwölfstädtebundes war. Die Gründung Tarchunas reicht, durch Funde belegt, in die Zeit der Villanovakultur zurück. Tarchuna lag auf einem Hügel, der im 5. und 4. Jahrhundert v. Chr. von einer acht Kilometer langen Stadtmauer umgeben wurde, die eine Mauer aus dem 6. Jahrhundert v. Chr. ersetzte, die noch quer über den Hügel gezogen war. Was nach Livius 359 v. Chr. in Grenzkämpfen begann, eskalierte in einen Krieg zwischen Rom und Tarchuna, das zusätzlich noch faliskische Verbündete auf seiner Seite hatte. Dies endete nach der Verwüstung römischen Territoriums in einer Niederlage der Römer im Jahr 358 v. Chr. Im Jahre 353 v. Chr. siegten die Römer unter Rutulus und Plautius und unter Fabius und Quinctius über die tarquinischen Kräfte. Die tarquinischen und faliskischen Truppen kehrten zunächst in ihre Städte zurück. 351 v. Chr. musste Tarchuna Rom um Frieden bitten und erhielt einen 40-jährigen Friedensvertrag.

### Tarquinii
Unter römischer Herrschaft trug die Stadt den lateinischen Namen Tarquinii. Tarquinii schloss 308 v. Chr. einen weiteren 40-jährigen Frieden mit der römischen Republik und wurde im Anschluss an diesen Vertrag, ab 281 v. Chr. Teil des römischen Reichs. Damit begann ihr langsamer Niedergang. Ehemals tributpflichtige Gebiete wurden von Tarquinii unabhängig. Die wichtigen Territorien der Tolfaberge und der Küste unterstanden direkt Rom. Um 90 v. Chr. erhielt Tarquinii römisches Stadtrecht. Im 5. Jahrhundert ist Tarquinii als Sitz eines Bischofs belegt.
Im 8. Jahrhundert wurde es durch die Sarazenen zerstört. Tarquinii wurde danach nicht wieder aufgebaut, die Einwohner gründeten auf dem nahe gelegenen, besser zu verteidigenden Hügel Corneto.

### Corneto
Corneto wurde 1144 unabhängige Stadtrepublik, die Bündnisse mit Genua, Pisa und Venedig einging. Im 13. Jahrhundert konnte es eine Belagerung durch Friedrich II. (HRR) bestehen. 1355 übergab der Papst Corneto der Herrschaft von Egidio Albornoz, der die Stadt in den Kirchenstaat eingliederte. Ab da blieb der Ort ein politisch unbedeutendes Landstädtchen. 1854 wurde das Bistum Corneto mit dem von Civitavecchia vereinigt. 1870 wurde Corneto in das neue Königreich Italien eingegliedert.

### Sonstiges
Im Zweiten Weltkrieg befand sich südwestlich von Tarquinia ein Militärflugplatz (⊙) mit einem Ausbildungszentrum für Fallschirmjäger. 1944 und 1945 wurde der Flugplatz von den Alliierten genutzt und nach dem Krieg aufgegeben. Reste der Start- und Landebahn sind noch vorhanden.

## Sehenswürdigkeiten

Tarquinia, Tomba dei Leopardi

Die geflügelten Pferde im Museo Nazionale Tarquiniense

Tarquinia hat eine gut erhaltene, mittelalterliche Altstadt mit zahlreichen Geschlechtertürmen und einer fast vollständig erhaltenen Stadtmauer. Vor allem aus der Zeit der Stadtrepublik haben sich mehrere Stadtpaläste erhalten.
- Der Palazzo Vitelleschi wurde 1436–1439 im Auftrag des Kardinals Giovanni Vitelleschi von Giovanni Dalmata errichtet. Er wurde im gotisch-katalanischen Stil, Erweiterungen im Stil der Renaissance ausgeführt. In ihm ist das Museo Archeologico Nazionale di Tarquinia mit zahlreichen etruskischen Funden, vor allem aus den Ausgrabungen in Tarquinia, untergebracht.
- Der Palazzo Comunale (Rathaus) im romanischen Stil stammt aus dem 13. Jahrhundert. Im Ratssaal befinden sich großformatige Gemälde des chilenischen Malers Roberto Matta, der bis zu seinem Tod 2002 in Tarquinia lebte.
- der Palazzo dei Torri (13. Jahrhundert)
- der gotische Palazzo dei Priori mit barocker Fassade
- das Hospital Santo Spirito aus dem 15. Jahrhundert

Ebenfalls aus dem Hochmittelalter stammen zahlreiche Kirchen.
- der 1656 restaurierte Dom mit einem Chor aus dem 15. Jahrhundert mit Fresken aus dem Jahr 1509 von Antonio da Viterbo, genannt Pastura.
- Santa Maria in Castello (1121–1208) mit Kosmatenarbeiten
- San Pancrazio aus dem 13. Jahrhundert
- die Bettelordenskirche San Francesco
- die kleinen romanischen Kirchen Santissimo Salvatore und San Giacomo Apostolo im Norden der Altstadt
- Santissima Annunziata
- San Antonio
- die barocke Chiesa del Suffragio

### Etruskische Funde
- Auf dem Hügel La Civita, auf dem sich das antike Tarquinia erstreckte, befinden sich unter anderem die Fundamente eines Tempels aus der Mitte des 4. Jahrhunderts v. Chr., genannt „Altar der Königin“. Zu dessen Schmuck gehörte eine Platte aus Terrakotta mit zwei geflügelten Pferden, die fast vollplastisch herausgearbeitet sind. Die Platte befindet sich heute im „Museo Nazionale Taraquiniense“;
- Am südöstlichen Stadtrand von Tarquinia, an der Straße nach Viterbo, befindet sich die Monterozzi-Nekropole mit rund 6100 in den Fels geschlagenen und mit Tumuli abgedeckten Grabkammern aus dem 6. Jahrhundert v. Chr. bis 2. Jahrhundert v. Chr. Die Anzahl der Grabkammern wurde nicht durch Grabung, sondern durch Ortung festgestellt; etwa 150 Grabkammern sind mit Fresken ausgemalt, die für die etruskische Kunst von grundlegender Bedeutung sind.

Die Nekropole von Tarquinia gehört seit 2004 zum UNESCO-Welterbe.
Am Südrand von Lido di Tarquinia befindet sich das Ausgrabungsgelände von Gravisca, dem antiken Hafen von Tarquinia. Er wurde im Mittelalter als Porto Clementino neugegründet. Weiter nördlich an der Mündung des Marta befand sich ein zweiter Hafen, Martanum, von dem ein Becken lokalisiert ist. Die Häfen Algae und Rapinum sind noch nicht lokalisiert.

## Bevölkerungsentwicklung
| Jahr      | 1871  | 1881  | 1901  | 1921  | 1936  | 1951   | 1971   | 1991   | 2001   |
| --------- | ----- | ----- | ----- | ----- | ----- | ------ | ------ | ------ | ------ |
| Einwohner | 4.326 | 4.998 | 5.849 | 7.395 | 8.118 | 10.552 | 12.364 | 14.020 | 15.162 |

Quelle: ISTAT

## Politik
Alessandro Giulivi, der bereits von 2002 bis 2007 das Amt ausgeübt hatte, wurde am 11. Juni 2019 ein weiteres Mal zum Bürgermeister gewählt.

### Wappen
Auf rotem Schild ein durchgehendes silbernes Kreuz, belegt mit einem Kirschbaum in natürlichen Farben mit roten Früchten. Es handelt sich um ein redendes Wappen, da der alte Name Corneto der Stadt so viel wie „Wäldchen von Kornelkirschen“ bedeutet. Das Wappen ist seit dem 14. Jahrhundert belegt.

### Partnerstädte
- Jaruco
- Rabat

## Söhne und Töchter der Stadt
- Giovanni Vitelleschi (1390–1440), Kardinal
- Giovanni Francesco Falzacappa (1767–1840), Kardinal
- Angelo Quaglia (1802–1872), Kardinal
- Giacomo Setaccioli (1868–1925), Komponist
- Vincenzo Cardarelli (1887–1959), Schriftsteller
- Sergio Guerri (1905–1992), Kardinal
- Marco Del Lungo (* 1990), Wasserballspieler

## Tarquinia in der Belletristik
Der Roman Les Petits Chevaux de Tarquinia, frz., 1953 (dt.: Die Pferdchen von Tarquinia, übersetzt von Walter Maria Guggenheimer; Suhrkamp, Frankfurt am Main 1960) der Prix-Goncourt-Preisträgerin Marguerite Duras spielt in Tarquinia.